# Partizán

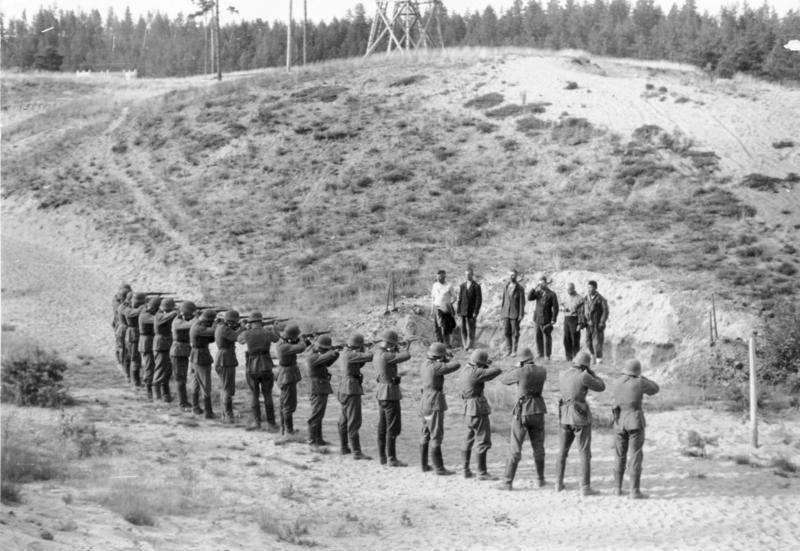
Német katonák partizánokat végeznek ki a Szovjetunióban 1941-ben

A partizánok az ellenség által megszállt területen működő irreguláris, de szervezett fegyveres csoport önkéntes tagjai, akik a megszálló idegen hadsereg ellen harcolnak, általában gerilla-hadviselést folytatva. A fogalom modern alkalmazása elsősorban a második világháborúhoz kötődik, amikor a tengelyhatalmak megszálló csapatai ellen főleg a Szovjetunióban, de sok más országban, így Franciaországban, Olaszországban, Jugoszláviában, Görögországban és Albániában nagyszabású, jelentős részben kommunista, de más politikai irányzatokhoz is tartozó partizánmozgalmak bontakoztak ki. 
A kormányon lévő vagy megszálló hatalom gyakran titulálta a partizánokat terroristáknak, a semleges szóhasználat azonban különbséget tesz ezek között. A partizánok – ha nem is legális, de – koherens ideológia mentén szerveződő félkatonai alakulat tagjai, akik nemzetük, hazájuk felszabadulása érdekében harcolnak. Ezzel szemben a gerillák a fennálló, többnyire demokratikus, de legalábbis legitim hatalom ellen küzdenek, polgárháborús viszonyokat előidézve.
A partizánok bár alapvetően fegyveres harcot folytatnak könnyűfegyverekkel, jellemző rájuk a konspirációs tevékenység is, szabotázsakciók szervezése, diverzió, hírszerzés, a megszállókkal együttműködő hazai személyek, a kollaboránsok félreállítása, likvidálása. Nagy előnyük a megszálló hatalommal szemben a hely és a kultúra ismerete, így konspirációs tevékenységüket a civil lakosság soraiba idomulva, mimikriben végzik. Többnyire csak hazájuk területén harcolnak, de ismertek kivételek is (spanyol polgárháború, Tito partizánjai).

## A szó eredete
A partizán szó eredete az olasz partigiano (’párthív, harcostárs’) szóra vezethető vissza. A kifejezést első ízben az amerikai függetlenségi háború veteránja, Johann von Ewald használta 1789-es Treatise on partisan warfare (Értekezés a partizán-hadviselésről) című munkájában. Ekkor a partizánok feladata az ellenség frontvonala mögé kerülve a kommunikáció megzavarása, az utánpótlási vonalak elvágása és az ellenség figyelmének elterelése volt. Később e hadviselési koncepció mintájára szerveződtek az amerikai polgárháború partisan rangerei.

## Nemzetközi jogi helyzet
A második világháborúban a fasiszta hadviselő felek a partizánoktól megtagadtak minden hadviselői jogot és szélsőséges kegyetlenséggel léptek fel ellenük. Nem csak a partizánokat, hanem a megszállt területek vétlen lakosságát is nagy számban végezték ki túszként, megtorlásként az állami terrorizmus jegyében. Ilyen sorsra jutott például, számos szovjetunióbeli eseten kívül, a franciaországi Oradour-sur-Glane és a csehországi Lidice lakossága is. 
A világháborús tapasztalatok alapján az 1949-es genfi egyezmény a partizánok jogi helyzetét is szabályozta. Az 1977. évi I. genfi kiegészítő jegyzőkönyv tovább pontosította a partizánok jogállását: eszerint a partizán harcosnak minősül, és a hadifogoly jogállása illeti meg, ha nyíltan viseli fegyverét minden egyes katonai összecsapás, illetve az azt megelőző felfejlődés során, és az ellenség láthatja őt.